# Негрово
Негрово (угор. Maszárfalva; русин. Неґрово)— село у Мукачівській міській громаді Мукачівського району Закарпатської області України.
В околицях Негрового в 1863 році знайдено великий бронзовий скарб епохи пізньої бронзи. В колекцію Т.Легоцького потрапило три предмети. В центрі села в 1963 році під час риття канави для фундаменту знайдено скарб бронзових мечів ранньозалізного віку.
Його ім'я вперше згадується в статуті в 1398 році як Massor.

## Культура і освіта
Вперше йдеться про церкву в 1692 р. У 1733 р. згадують тісну дерев'яну церкву св. Миколи з двома дзвонами.
Наступна згадка про дерев'яну церкву — в 1797 р. Кількість вірників на початок XX ст. становила 735 осіб.
Муровану базилічну церкву спорудили в 1854—1864 роках. У 1935 р. майстер Вейґ ремонтував дах церкви, що коштувало 2850 корон. У 1954 р. вежу перекрили бляхою. Біля церкви — мурована дзвіниця з 5 дзвонами.

### Школа[5]
1886 рік — Георгіус Касарда — 40 учнів.
1888 рік — Георгіус Касарда — 56 учнів.
1891 рік — Касарда Янош — 81 учень.
1896 рік — Касарда Дьордь, Шмозанські Янош — 101 учень.
1899 рік — Олах Петер — 112 учнів.
1905 рік — Калинич Васіл, Добра Янош — 118 учнів.
1915 рік — Теребеші Ілона, Федигаш Янош — 115 учнів, 3 класи.

## Назва
У 1995 р. назву села Негрове було змінено на одну літеру.

## Населення
Згідно з переписом УРСР 1989 року чисельність наявного населення села становила 1169 осіб, з яких 545 чоловіків та 624 жінки.
За переписом населення України 2001 року в селі мешкало 1116 осіб.

### Мова
Розподіл населення за рідною мовою за даними перепису 2001 року:
| Мова       | Відсоток |
| ---------- | -------- |
| українська | 99,73 %  |
| російська  | 0,27 %   |